# AKU-94突擊步槍
AKU-94是由美國KVAR公司於1990年代至2000年中期為AK樣式步槍生產的一種犢牛式轉換套件。它適用於大部份7.62×39毫米口徑的AK樣式步槍，當中包括羅馬尼亞AIM、埃及Maadis以及中華人民共和國56式自動步槍等。AKU-94有著塑料製的手槍握把以及鋁製的外殼，金屬瞄具也與AK不同，用戶也可在位於機匣左面的導軌上裝上瞄準鏡。AKU-94的標準供彈具為10發或30發的AK彈匣，但也能對應其他AK所用的供彈具。由於是犢牛式設計的原故，意味著射手不能改以左手持槍，而且操作起來也並不舒適。
AKU-94在2000年中期停產，剩餘的套件被國際世紀武器公司（Century Arms International）收購，另外它更被改裝成電影道具並在多部科幻電影中登場。

## 另見
- 卡拉什尼科夫自動步槍
- Vepr突擊步槍
- 馬柳克突擊步槍
- OTs-14突擊步槍
- Grad突擊步槍
- K3突擊步槍
- 瓦爾梅特M82突擊步槍
- 巴卡洛夫突擊步槍
- 86S式自動步槍

## 外部連結
- Imfdb - AKU-94（页面存档备份，存于）